# Dmitrij Kulikov
Dmitrij Vladimirovič Kulikov (in russo Дми́трий Влади́мирович Кулико́в?; Lipeck, 29 ottobre 1990) è un hockeista su ghiaccio russo.

## Palmarès

### Club
- Stanley Cup: 1

Florida Panthers: 2023-2024

### Mondiali
- 2 medaglie:
  - 2 argenti (Germania 2010; Repubblica Ceca 2015)